# Wielki przełom
Wielki przełom (ros. Великий перелом) – radziecki film z 1945 roku w reżyserii Fridricha Ermlera.

## Obsada
- Michaił Derżawin jako Generał Murawjow
- Piotr Andrijewski jako Generał Winogradow
- Jurij Tołubiejew jako Ławrow
- Andriej Abrikosow jako Generał Kriwienko
- Aleksandr Zrażewski jako Generał broni Pantelejew
- Nikołaj Korn
- Mark Bernes jako Minutka
- Władimir Mariew
- Paweł Wolkow jako Stiepan

## Nagrody i nominacje
| Nazwa nagrody | Wygrane                  | Nominacje    |
| Złota Palma   | 1946 Wielka Nagroda Jury | 1946 wygrana |